# Cymus guatemalanus
Cymus guatemalanus är en insektsart som beskrevs av William Lucas Distant 1893. Cymus guatemalanus ingår i släktet Cymus och familjen Cymidae. Inga underarter finns listade i Catalogue of Life.